# Anthony Hamilton (wokalista)
Anthony Hamilton (ur. 28 stycznia 1971) – amerykański wokalista R&B i soul. Również producent muzyczny oraz autor tekstów. Jego drugi studyjny album Comin' from Where I'm From wydany w 2003 roku zyskał status platynowej. Znalazły się na nim takie utwory jak „Comin' from Where I'm From” i „Charlene”.

## Dyskografia

### Albumy
- 1996: XTC
- 2003: Comin' from Where I'm From
- 2006: Soulife
- 2005: Ain’t Nobody Worryin’
- 2007: Southern Comfort
- 2008: The Point of It All
- 2011: Back to Love
- 2014: Home for the Holidays
- 2016: What I'm Feelin'

### Single
| Rok  | Tytuł                                                                      | Pozycja na liście | Pozycja na liście | Album                           |
| Rok  | Tytuł                                                                      | U.S.              | U.S. R&B          | Album                           |
| ---- | -------------------------------------------------------------------------- | ----------------- | ----------------- | ------------------------------- |
| 1996 | „Nobody Else”                                                              | –                 | 63                | XTC                             |
| 2003 | „Comin' from Where I'm From”                                               | –                 | 60                | Comin' from Where I'm From      |
| 2004 | „Charlene”                                                                 | 19                | 3                 | Comin' from Where I'm From      |
| 2005 | „Can't Let Go”                                                             | 71                | 13                | Ain’t Nobody Worryin’           |
| 2006 | „Sista Big Bones”                                                          | –                 | 51                | Ain’t Nobody Worryin’           |
| 2007 | „Struggle No More (The Main Event)” (featuring Jaheim and Musiq Soulchild) | –                 | 32                | Daddy’s Little Girls soundtrack |
| 2007 | „Do You Feel Me”                                                           | –                 | 61                | American Gangster soundtrack    |
| 2008 | „Cool” (featuring David Banner)                                            | 79                | 19                | The Point of It All             |
| 2009 | „The Point of It All                                                       | –                 | 19                | The Point of It All             |
| 2011 | „Woo”                                                                      | –                 | 24                | Back to Love                    |
| 2011 | „I'll Wait (To Fall In Love)”                                              | –                 | 77                | Back to Love                    |
| 2012 | „Pray For Me”                                                              | –                 | 28                | Back to Love                    |

### Single jako jeden z artystów
| Rok  | Tytuł                                                       | Pozycja na liście | Pozycja na liście | Album                       |
| Rok  | Tytuł                                                       | U.S.              | U.S. R&B          | Album                       |
| ---- | ----------------------------------------------------------- | ----------------- | ----------------- | --------------------------- |
| 2002 | „Thugz Mansion” (2Pac featuring Anthony Hamilton)           | –                 | 111               | Better Dayz                 |
| 2002 | „Po' Folks” (Nappy Roots featuring Anthony Hamilton)        | 21                | 13                | Watermelon, Chicken & Gritz |
| 2003 | „Sunshine” (Twista featuring Anthony Hamilton)              | –                 | –                 | Kamikaze                    |
| 2004 | „Stay for a While” (Angie Stone featuring Anthony Hamilton) | –                 | 70                | Stone Love                  |
| 2004 | „Why” (Jadakiss featuring Anthony Hamilton)                 | 11                | 4                 | Kiss of Death               |
| 2006 | „Hustler’s Dream” (The Game featuring Anthony Hamilton)     | –                 | –                 | (unreleased)                |
| 2007 | „I'm Not Perfect” (J. Moss featuring Anthony Hamilton)      | –                 | 111               | V2... The J. Moss Project   |
| 2011 | „So In Love” (Jill Scott featuring Anthony Hamilton)        | 97                | 10                | The Light of The Sun        |

### Pozostałe single przy których współpracował
| Rok  | Tytuł                                 | Artysta                    | Album                                     |
| ---- | ------------------------------------- | -------------------------- | ----------------------------------------- |
| 1995 | „Wherever You Are”                    | Anthony Hamilton           | –                                         |
| 1997 | „Pay Attention”                       | Cru                        | Da Dirty 30                               |
| 1997 | „Things We Be Doin’ for Money, Pt. 2” | Busta Rhymes               | When Disaster Strikes...                  |
| 1998 | „Hold Your Head Up”                   | Heltah Skeltah             | Magnum Force                              |
| 2001 | „Last Night”                          | Sunshine Anderson          | Your Woman                                |
| 2002 | „The Gambler”                         | Xzibit                     | Man vs. Machine                           |
| 2002 | „Twisted”                             | Santana                    | All That I Am                             |
| 2002 | „Thugz Mansion” (7 Remix)             | 2Pac                       | Better Dayz                               |
| 2002 | „Ryde Away”                           | Eve                        | Eve-Olution                               |
| 2003 | „I Was the One”                       | Da Brat                    | Limelite, Luv & Niteclubz                 |
| 2003 | „Can I Live”                          | Nick Cannon                | Nick Cannon                               |
| 2003 | „Bluegrass Stain'd”                   | Mark Ronson                | Here Comes the Fuzz                       |
| 2003 | „'Bout to Get Ugly”                   | Mark Ronson                | Here Comes the Fuzz                       |
| 2003 | „Push On”                             | Nappy Roots                | Wooden Leather                            |
| 2003 | „Sick and Tired”                      | Nappy Roots                | Wooden Leather                            |
| 2003 | „Kwah/Home”                           | The RH Factor              | Hard Groove                               |
| 2004 | „Make It Home”                        | Spitfiya                   | BarberShop 2: Back in Business soundtrack |
| 2004 | „Ghetto Show”                         | Talib Kweli                | The Beautiful Struggle                    |
| 2005 | „Around the World”                    | Lina                       | The Inner Beauty Movement                 |
| 2005 | „Long Time”                           | Ying Yang Twins            | U.S.A. (United State of Atlanta)          |
| 2005 | „Nobody Knows”                        | Nelly                      | Suit                                      |
| 2005 | „Sunshine to the Rain”                | Miri Ben-Ari               | The Hip-Hop Violinist                     |
| 2005 | „She Was Just a Friend”               | Miri Ben-Ari               | The Hip-Hop Violinist                     |
| 2005 | „Lay Lady Lay”                        | Buddy Guy                  | Bring 'Em In                              |
| 2005 | „Carolina Pride”                      | Nomb                       | Smoke in the City                         |
| 2005 | „Can I Live”                          | Nick Cannon                | Stages                                    |
| 2005 | „More”                                | Syleena Johnson            | Chapter 3: The Flesh                      |
| 2005 | „Some Kind of Wonderful”              | Anthony Hamilton           | In the Mix Soundtrack                     |
| 2005 | „Since I Seen U”                      | 3160011                    | Sex, Money, and Clubs                     |
| 2005 | „Bad On You”                          | Sy Smith                   | The Syberspace Social                     |
| 2006 | „Dear Life”                           | Anthony Hamilton           | Step Up soundtrack                        |
| 2006 | „Hustler’s Dream”                     | The Game                   | Doctor’s Advocate (unreleased track)      |
| 2006 | „Dear Mama” (Frank Nitty Remix)       | 2Pac                       | Pac’s Life                                |
| 2006 | „Since I Seen't U (Be Wit You)”       | Splitzide                  | 2 Sides of the Story                      |
| 2007 | „Losing You”                          | Keyshia Cole               | Just Like You                             |
| 2007 | „Nowhere Fast”                        | Josh Turner                | Everything Is Fine                        |
| 2007 | „How We Feel”                         | Chingy                     | Hate It or Love It                        |
| 2007 | „The Cleanse”                         | The Bottom Dwellerz        | Cracks of the Concrete                    |
| 2007 | „Silent Night”                        | Boney James                | This Christmas Soundtrack                 |
| 2008 | „Baby Boy, Baby Girl”                 | Mint Condition             | E-Life                                    |
| 2008 | „Silence Kills”                       | Tarsha' McMillian Hamilton | The McMillian Story                       |
| 2008 | „Lay It Down”                         | Al Green                   | Lay It Down                               |
| 2008 | „You've Got the Love I Need”          | Al Green                   | Lay It Down                               |
| 2008 | „Everything”                          | Young Jeezy                | The Recession                             |
| 2008 | „Home”                                | John Rich                  | Randy Jackson's Music Club, Vol. 1        |

## Nagrody i nominacje
- BET Awards
  - 2006, BET J Cool Like Dat Award (Wygrana)
  - 2006, Best Male R&B Artist (Nominacja)
  - 2005, Best Male R&B Artist (Nominacja)
  - 2005, Best Collaboration: (Nominacja)
  - 2004, Best Male R&B Artist (Nominacja)
  - 2004, Best New Artist (Nominacja)
- Critics Choice Awards
  - 2008, Best Song: „Do You Feel Me” (Nominacja)
- Grammy Awards
  - 2010, Best Male R&B Vocal Performance: „The Point Of It All” (Nominacja)
  - 2010, Best Traditional R&B Vocal Performance: „Soul Music” (Nominacja)
  - 2010, Best R&B Album: „The Point Of It All” (Nominacja)
  - 2009, Best Traditional R&B Vocal Performance: „You've Got The Love I Need” with Al Green (Wygrana)
- Image Awards
  - 2005, Outstanding Song: „Charlene” (Nominacja)
  - 2005, Outstanding Male Artist: „Charlene” (Nominacja)
  - 2004, Outstanding New Artist: „Comin' From Where I'm From” (Nominacja)
- MOBO Awards
  - 2006, Best Reggae (Nominacja)
- Soul Train Awards
  - 2006, Favorite Male R&B/Soul Album: Soulife (Nominacja)
  - 2005, Favorite Male R&B/Soul Single: „Charlene” (Nominacja)
  - 2004, Favorite Male R&B/Soul Single: „Comin' From Where I'm From” (Nominacja)
  - 2004, Favorite Male R&B/Soul Album: Comin' From Where I'm From (Nominacja)
- Vibe Music Awards
  - 2004, Best Collaboration (Wygrana)
  - 2004, Vibe Next Award (Wygrana)
  - 2004, R&B Song of the Year: „Charlene” (Nominacja)